# シーズンドソルト

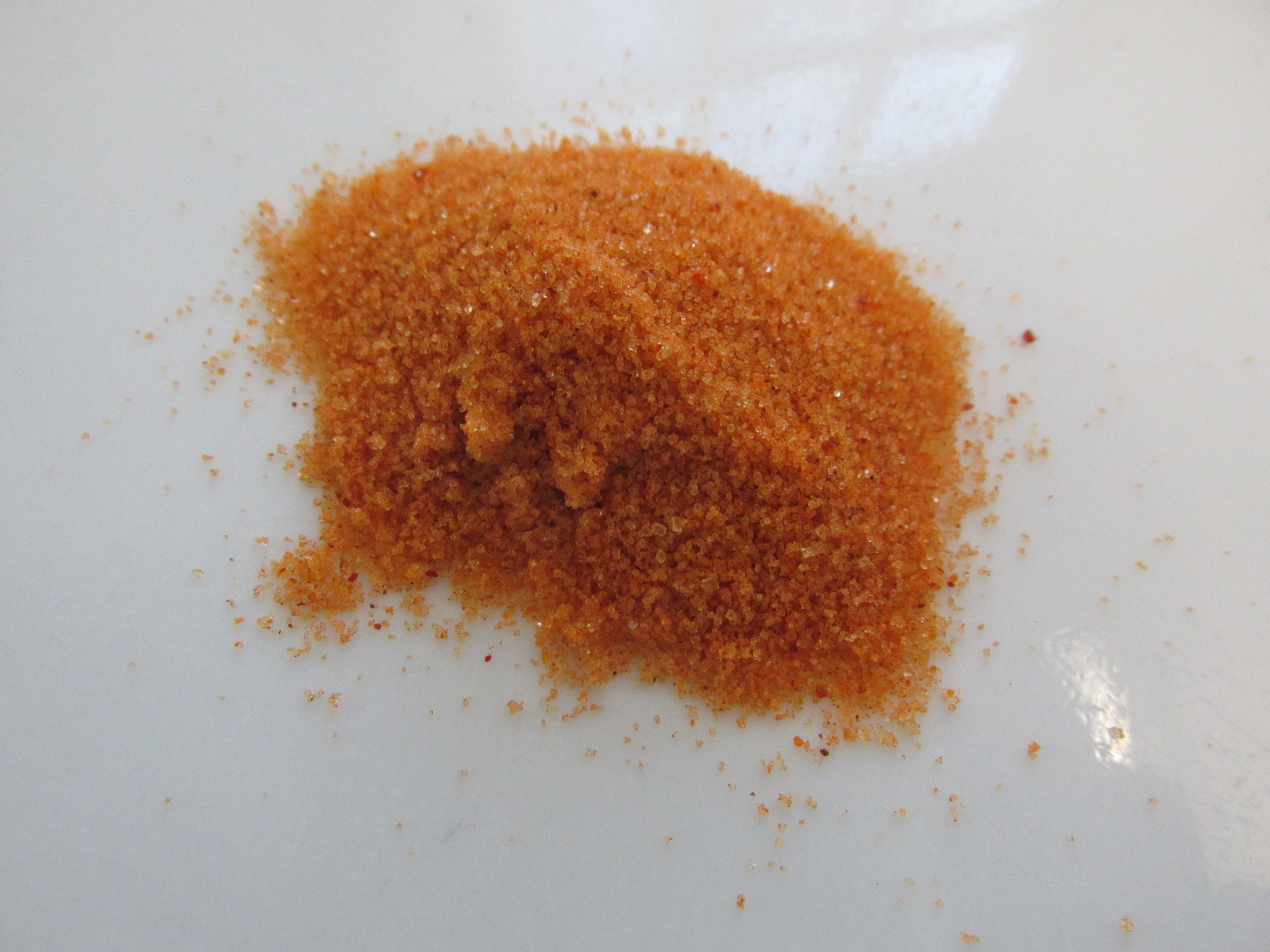
典型的なシーズンドソルト

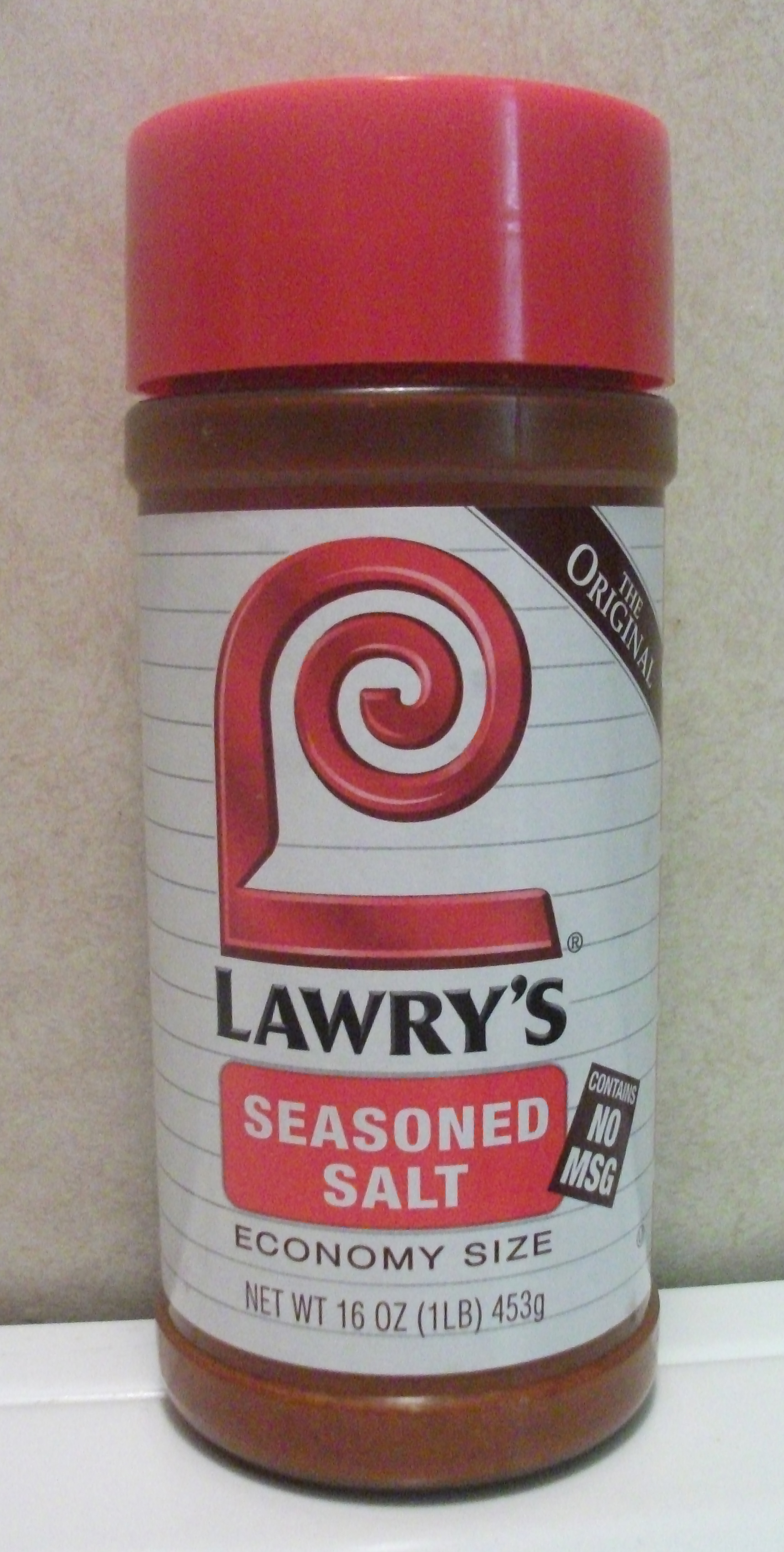
アメリカ合衆国でもっとも一般的なシーズンドソルトのブランド「ローリー シーズンドソルト」

シーズンドソルト（英語: seasoned salt）は、食塩、ハーブ、香辛料、 香料を混合したもの。時にグルタミン酸ナトリウムを加えることがある。スーパーマーケットで市販されるほか、フィッシュ・アンド・チップス専門店やテイクアウトの飲食店で常用される。チキンソルト （英語: chicken salt、オーストラリアやニュージーランドでの呼称）、シーズニングソルト（英語: seasoning salt）、シーズンソルト（英語: season salt）、チップスパイス（英語: chip spice）とも呼ばれる。このうちイギリスのキングストン・アポン・ハル発祥のチップスパイスは、食塩と香辛料（パプリカなど）に加え、トマトパウダーを追加する点が特徴である。
シーズンドソルトは鶏肉、フライドポテト、魚介類の揚げ物、ジャガイモにかける一般的な調味料の1つである。英語圏のテイクアウト店ではシーズンドソルトのほかに普通の食塩も常備している場合が多い。 
チキンソルトの名で流通するオーストラリアやニュージーランドでは、チキンエキスが添加されるのが一般的で、食塩の次に含有量が多い。そのためベジタリアンの使用には向かない調味料である。しかし、チキンソルトの名で販売される一部商品は、チキンエキスや鶏肉由来の成分を含んでいない。それでも見た目はほぼ同じ薄い黄色をしていて見分けは付かない。

## 原材料
原材料はレシピやメーカーによって変わる。よく使われるハーブや香辛料は以下の通り。
- ウコン
- オニオンパウダー
- オレガノ
- カーラナマック（英語版）
- ガーリックパウダー
- カラシナの種
- コショウ
- 砂糖
- 白胡椒
- タイム (植物)
- セロリの種
- チリパウダー
- パプリカ
- マジョラム

このほか旨味成分として次のものが含まれることがある。
- グルタミン酸ナトリウム
- 醤油パウダー